# Richenthal
Richenthal é uma comuna da Suíça, no Cantão Lucerna, com cerca de 708 habitantes. Estende-se por uma área de 7,21 km², de densidade populacional de 98 hab/km². Confina com as seguintes comunas: Altishofen, Dagmersellen, Ebersecken, Grossdietwil, Langnau bei Reiden, Pfaffnau.
A língua oficial nesta comuna é o Alemão.